# Kometal Gjorče Petrov Skopje
Kometal Gjorče Petrov Skopje war ein Frauenhandballverein aus der nordmazedonischen Stadt Skopje.

## Geschichte
Der Verein wurde im Jahre 1979 unter den Namen RK Gjorče Petrov gegründet. 1994 stieg der Namenssponsor Kometal Trade ein. Zwischen den Jahren 1993 und 2009 gewann die Damenmannschaft 17-mal die mazedonische Meisterschaft sowie 16-mal den mazedonischen Pokal. Kometal Gjorče Petrov gewann 2002 die EHF Champions League. Weiterhin stand der Verein in den Jahren 2000 und 2005 im Finale der Champions League.
Im Jahre 2008 entschloss sich der Hauptsponsor sein Engagement zu beenden. Infolgedessen verließen einige Leistungsträgerinnen den Verein. Im März 2009 verlor die Mannschaft aus Skopje erstmals ein Heimspiel in der mazedonischen Liga. Im Jahre 2011 löste sich der Verein auf.

## Spielerinnen
Zu den Spielerinnen im Verein gehörte Gordana Naceva.